# Saku (obec)
Obec Saku (estonsky Saku vald) je samosprávná obec náležející do estonského kraje Harjumaa.

## Obyvatelstvo
Obec Saku má přes deset tisíc obyvatel. Je tvořena 2 městečky Kiisa a Saku a dále 19 vesnicemi Jälgimäe, Juuliku, Kajamaa, Kasemetsa, Kirdalu, Kurtna, Lokuti, Männiku, Metsanurme, Rahula, Roobuka, Saue, Saustinõmme, Sookaera-Metsanurga, Tänassilma, Tagadi, Tammejärve, Tammemäe, Tõdva, Üksnurme. Správním centrem je Saku.